# EasyJet

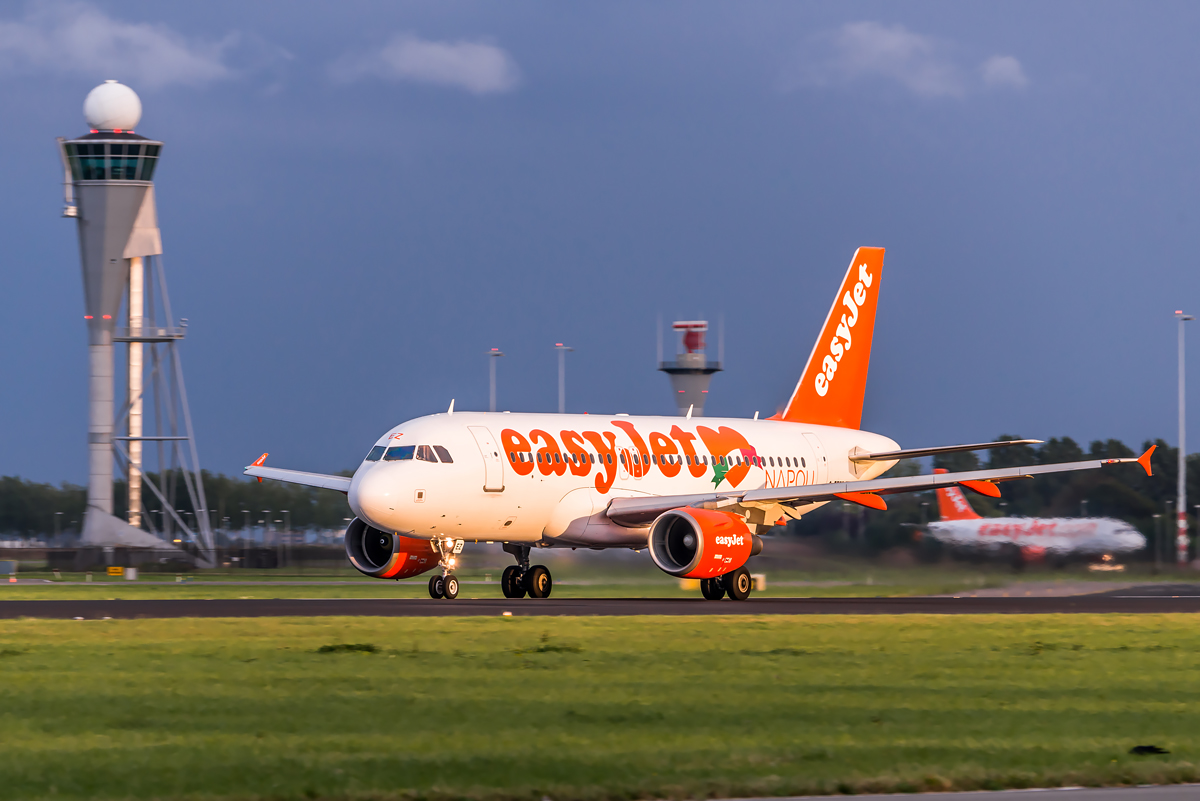
Airbus A319 авиакомпании EasyJet в аэропорту Схипхол города Амстердам.

EasyJet Airline Company Limited, более известная как easyJet.com (по-русски произносится изи-джет) — британская лоукост-авиакомпания, основанная в 1995 году. Базируется в Лутонском аэропорту. На настоящий момент компания является одной из самых крупных лоукост-авиакомпаний Европы, выполняя внутренние и международные рейсы по более чем 300 направлениям, в более чем 30 странах. В 2012 году easyJet перевезла более 50 миллионов пассажиров. Является частью холдинга EasyGroup.

## История компании
Компания EasyJet была основана в марте 1995 года бизнесменом сэром Стелиосом Хаджи-Йоанну. Первые рейсы авиакомпания совершала на двух купленных в лизинг самолётах Boeing 737-200 из аэропорта Лутон (Лондон) в Глазго и Эдинбург, перевезя за первый год 30 000 пассажиров. В 1996 году у авиакомпании появляется первый собственный самолёт, а спустя два года, в 1998 году EasyJet заказывает уже 15 новых самолётов Boeing 737 Next Generation. В том же году запускается сайт easyJet.com, позволяющий делать онлайн покупку билетов, с помощью которого за 10 лет было продано более 10 миллионов билетов.
В марте 2013 года финансовый директор компании Крис Кеннеди отметил о приближении easyJet к попаданию в FTSE 100 и объявил о запуске компании своего 100 маршрута из аэропорта Гатвик, которым стал рейс в Домодедово (Москва).
С 21 марта 2016 года авиакомпания прекратила выполнять полёты по маршруту Лондон — Москва — Лондон. Решение об отмене полётов было принято в связи с отмечающимся в последние месяцы значительным падением спроса на этом направлении. Еще одной причиной стала сложная ситуация в российской экономике и ужесточение визового режима, отметили в компании. «EasyJet будет отслеживать ситуацию на предмет возможного возобновления перелётов по маршруту», — уточняется в заявлении перевозчика.

## Направления
По состоянию на апрель 2014 года авиакомпания имеет более 134 пунктов назначения в Европе, западной Азии и северной Африке.
С 18 марта 2013 года EasyJet по 21 марта 2016 года выполняла рейсы из аэропорта Домодедово (Москва) в Великобританию по двум направлениям: Лондон-Гатвик и Манчестер. 

### Код-шеринг
EasyJet имела код-шеринговый договор с российской авиакомпанией Трансаэро, по которому Трансаэро получила право продавать определенное количество мест на рейсы EasyJet Москва — Лондон. Это первое соглашение такого типа для EasyJet.

## Флот

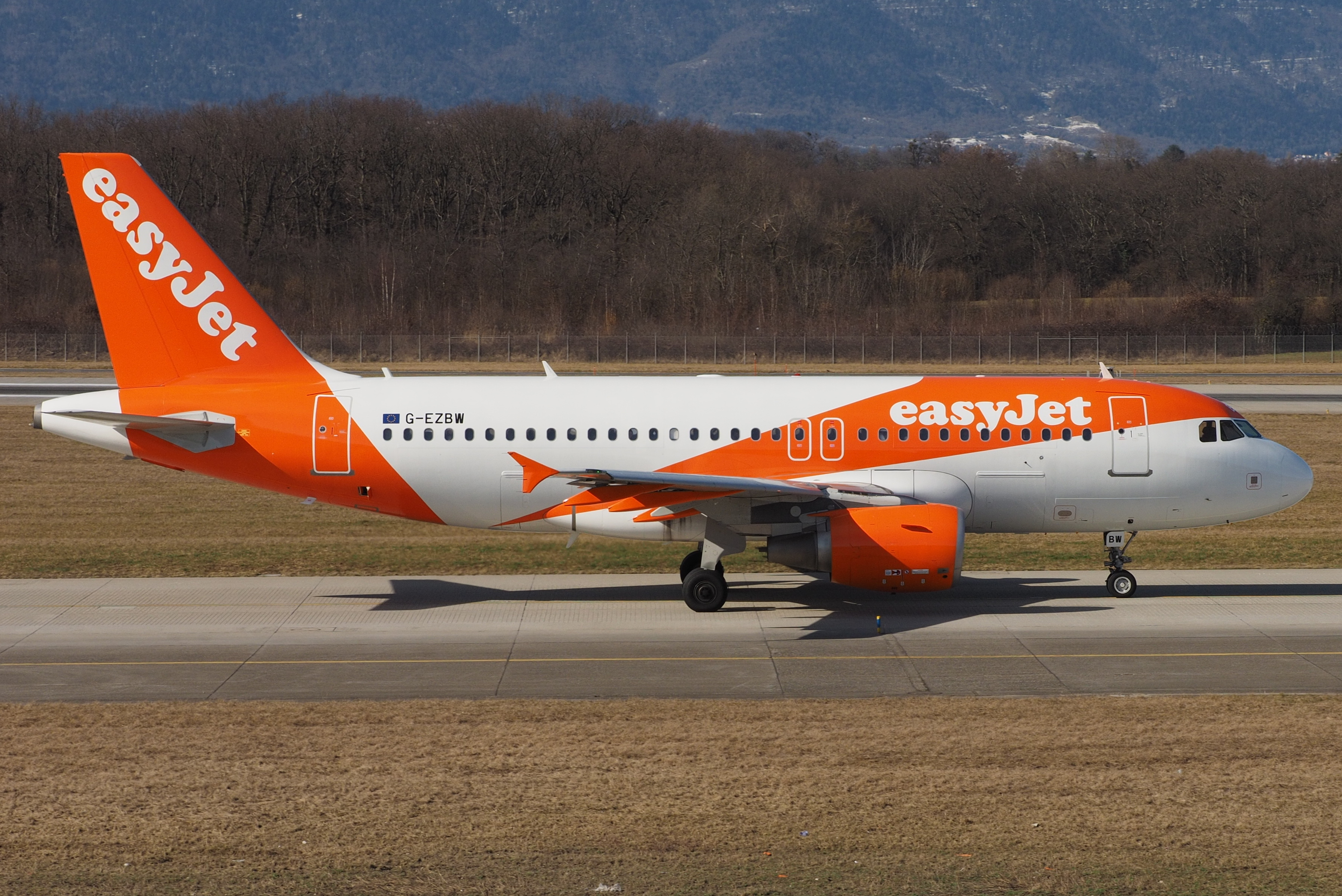
Airbus A319-100 авиакомпаний EasyJet.

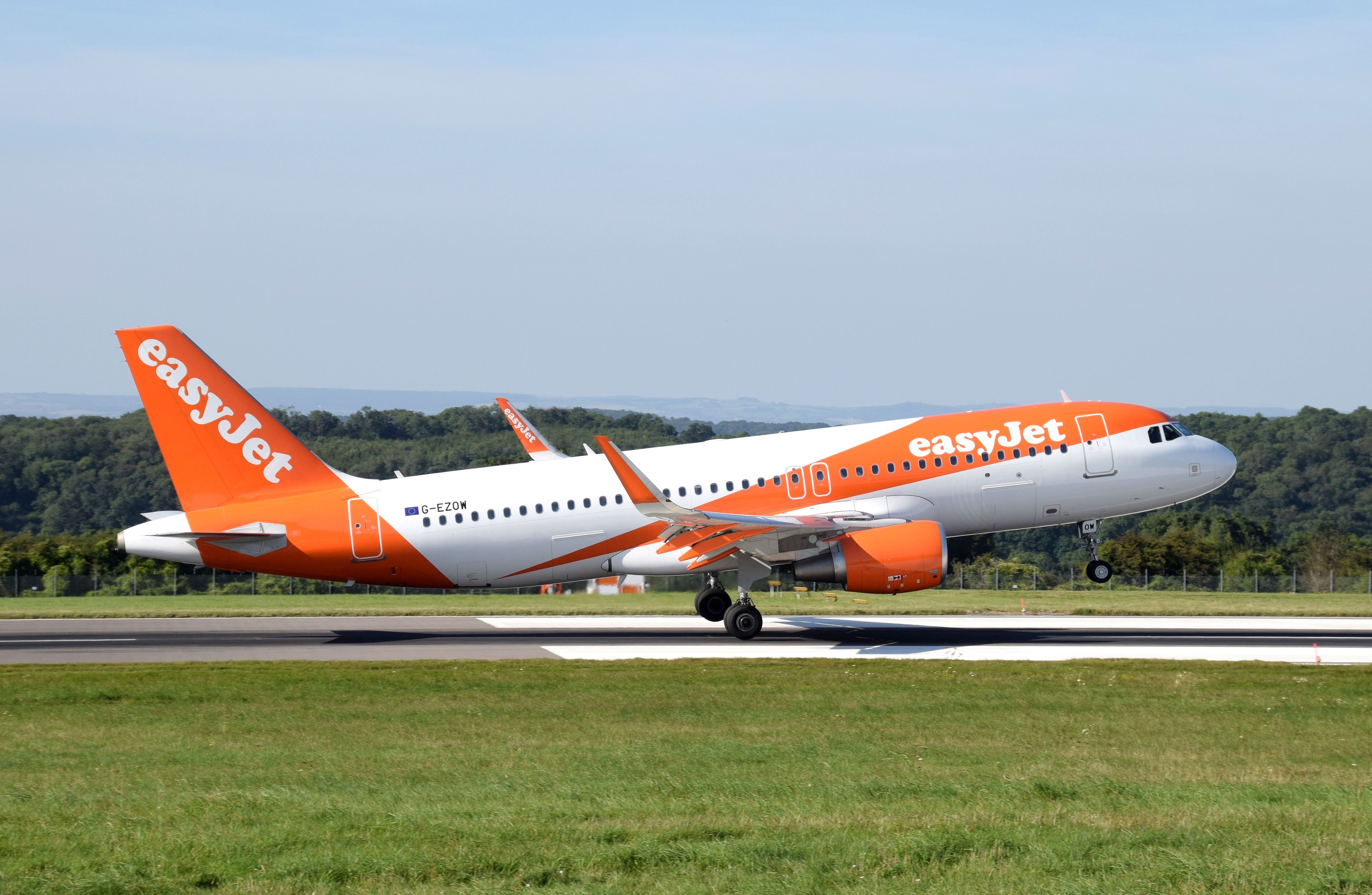
Airbus A320-200 авиакомпаний EasyJet.

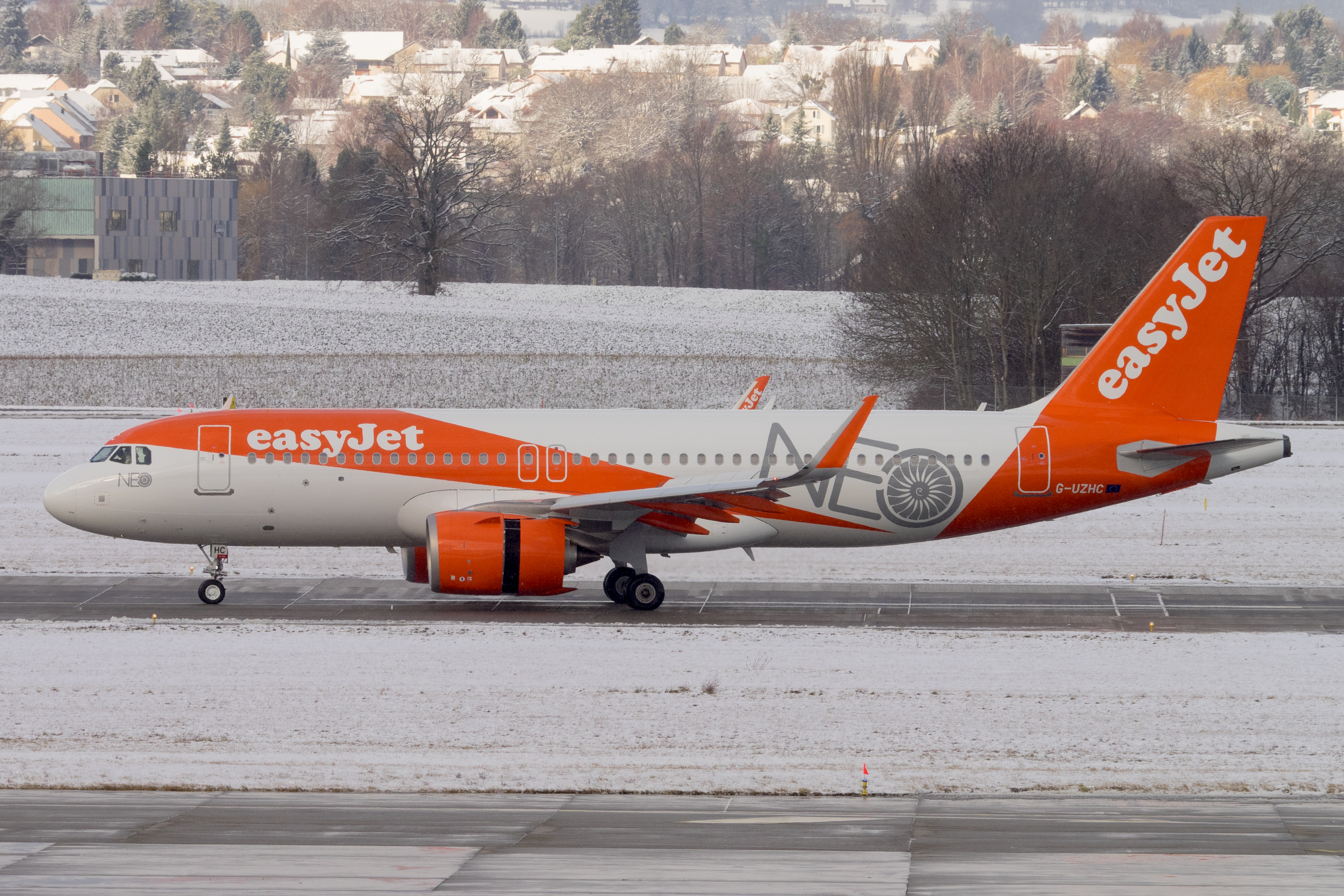
Airbus A320neo авиакомпаний EasyJet.

В апреле 2023 года флот авиакомпании easyJet состоит из 326 самолетов, средний возраст которых 9,4 лет:
Авиакомпания лоу-кост EasyJet владеет самым большим парком самолётов Airbus A319-100.